# مارکتی ۲۲۱۵۵
سیارک ۲۲۱۵۵ (به انگلیسی: 22155 Marchetti، نامگذاری:2000WQ88) بیست و دو هزار و صد و پنجاه و پنجمین سیارک کشف شده‌است که در ۲۰ نوامبر ۲۰۰۰ کشف شد.
قدر مطلق سیارک برابر ۱۸.۶ است.